# Primary Colours (The Horrors)
Primary Colours è il secondo album in studio del gruppo musicale punk revival britannico The Horrors, pubblicato nel 2009.
Venne eletto "album dell'anno" dalla rivista italiana Rumore.

## Tracce
1. Mirror's Image – 4:51
2. Three Decades – 2:50
3. Who Can Say – 3:41
4. Do You Remember – 3:28
5. New Ice Age – 4:25
6. Scarlet Fields – 4:43
7. I Only Think of You – 7:07
8. I Can't Control Myself – 3:28
9. Primary Colours – 3:02
10. Sea Within a Sea – 7:59